# Saint-Germain-du-Pinel
Saint-Germain-du-Pinel is een gemeente in het Franse departement Ille-et-Vilaine (regio Bretagne). De plaats maakt deel uit van het arrondissement Fougères-Vitré. Saint-Germain-du-Pinel telde op 1 januari 2022 1.007 inwoners.

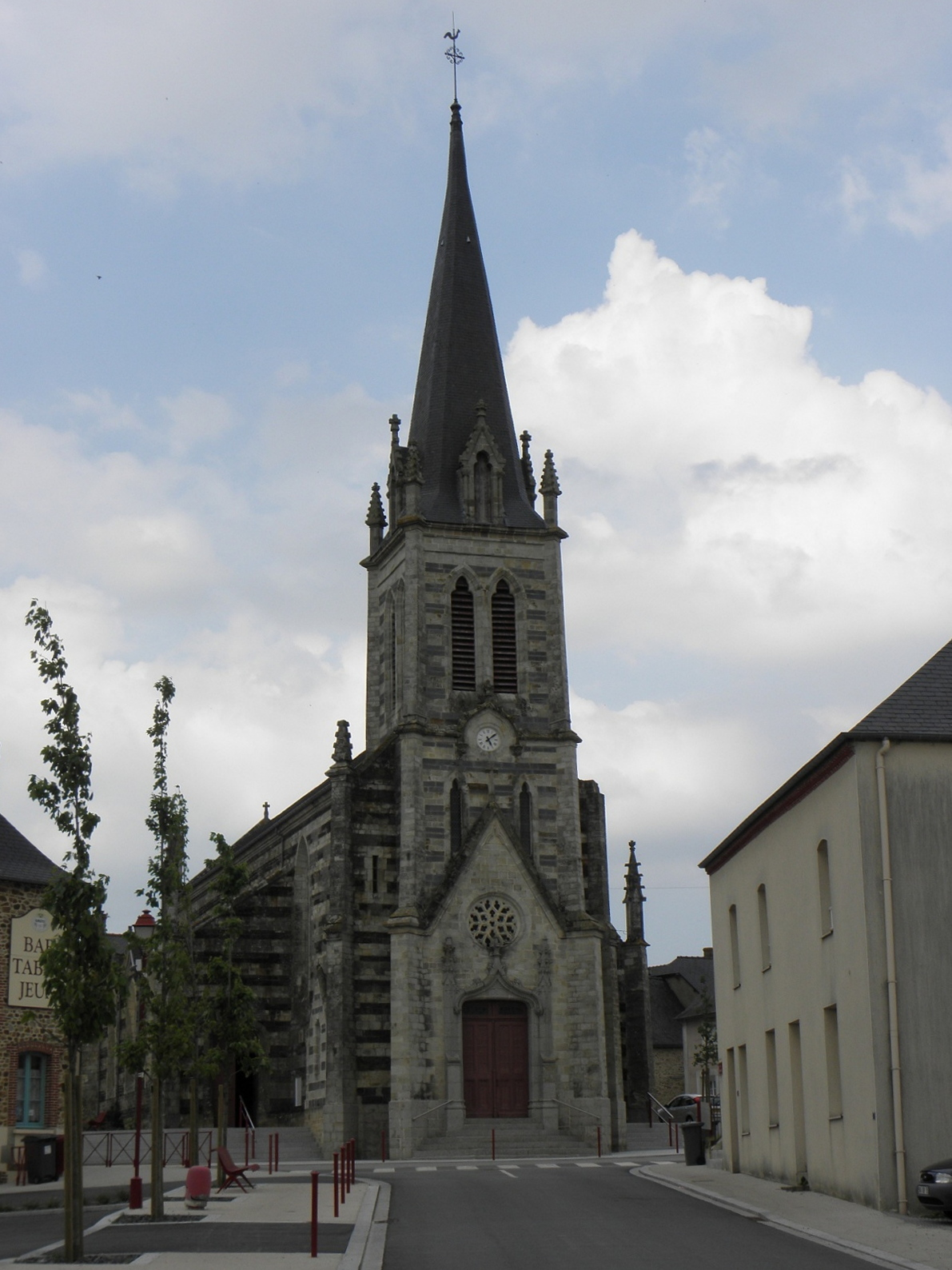
Kerk van Saint-Germain-du-Pinel
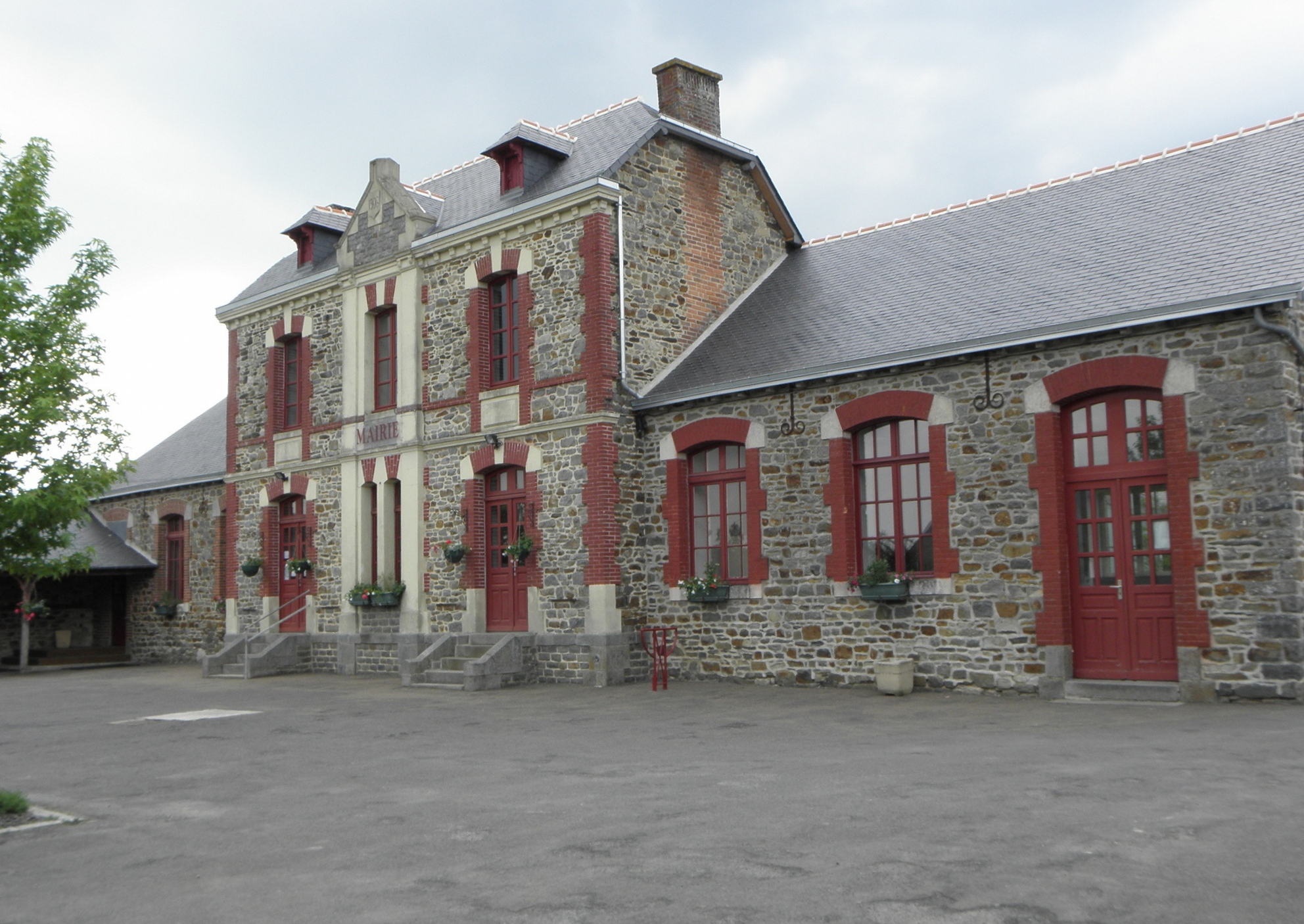
Gemeentehuis

## Geografie
De oppervlakte van Saint-Germain-du-Pinel bedroeg op 1 januari 2022 11,3 vierkante kilometer; de bevolkingsdichtheid was toen 89,1 inwoners per km².

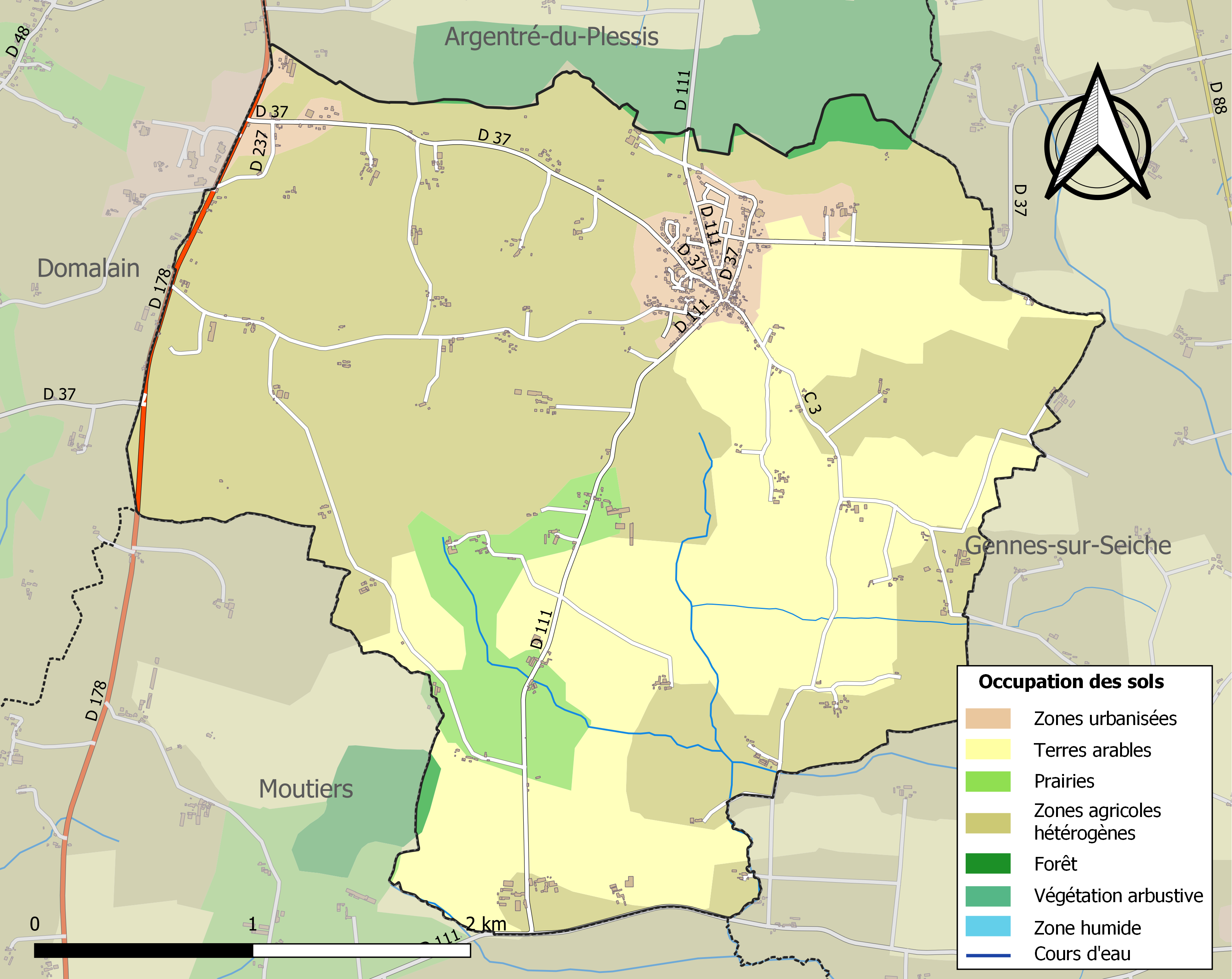
Kaart van de gemeente met belangrijkste infrastructuur, bodemgebruik en omliggende gemeenten

## Demografie
Onderstaande figuur toont het verloop van het inwonertal (bron: INSEE-tellingen).